# Homalometopus ichnusae
Homalometopus ichnusae är en tvåvingeart som beskrevs av Lorenzo Munari 1988. Homalometopus ichnusae ingår i släktet Homalometopus och familjen vattenflugor.
Artens utbredningsområde är Italien. Inga underarter finns listade i Catalogue of Life.